# 47-ма фольксгренадерська дивізія (Третій Рейх)
47-ма фольксгренадерська дивізія (Третій Рейх) (нім. 47. Volksgrenadier-Division) — піхотна дивізія народного ополчення (фольксгренадери), що входила до складу Вермахту на завершальному етапі Другої світової війни.

## Історія
47-ма фольксгренадерська дивізія сформована 17 вересня 1944 року, як правонаступниця 47-ї піхотної дивізії, що була розгромлена союзниками під Монсом. Частина формувалась за рахунок решток дивізії та 577-ї фольксгренадерської дивізії, що не завершила формування до кінця. Формування з'єднання здійснювалось на території окупованої німцями Данії, в місті Орхус. Значна частина особового складу, що надходила на доукомплектування частин, прибувала з формувань Люфтваффе та крігсмарине. Ще третину становили юнаки у віці 17-18 років. Решту комплектували за рахунок ветеранів.
8 листопада 1944 року дивізію завантажили на залізничний транспорт та перекинули на Західний фронт до Рурського регіону поблизу Дюрена. Під час масштабного авіаційного нальоту 16 листопада, від ударів союзних бомбардувальників дивізія зазнала перших великих втрат. Незважаючи на це, дивізія була розгорнута на рубежах Західного валу, де вела важкі оборонні бої під час 3-ї битви за Аахен.
Дивізія змінила 12-ту фольксгренадерську та частини 275-ї піхотної дивізії на оборонних рубежах в районі Штольберга. 47-ма дивізія вела важкі оборонні бої за Гаміч, Гастенрат та Шерпензел, де зазнала суттєвих втрат. Усі гренадерські полки мали у своєму складі мінімум боєздатних підрозділів. 21 листопада рештки дивізії були об'єднані із залишками 12-ї фольксгренадерської для формування бойової групи.
27 листопада ці підрозділи дивізії були відведені до району Вуллерсгайм — Влаттен (поблизу Цюльпіха) для відновлення боєздатності. Надалі 47-ма дивізія брала участь у боях за утримання позицій на берегу Рура. У важких боях дивізія знову зазнала великих втрат. 14 грудня залишки дивізії отримали наказ відступити на східний берег Рура, що вони виконали до 17 грудня.
За станом на 30 грудня 1944 року 47-ма дивізія мала у строю боєздатними тільки 3 051 особа. У січні 1945 року вона билася в останніх боях операції «Нордвінд», німецькому наступі в Ельзасі та Лотарингії. 28 січня дивізія отримала розпорядження на заміну 25-ї панцергренадерської та 7-ї парашутної дивізій, яких терміново перекидали на Схід.
У ніч з 25 березня 1945 року залишки дивізії, маючи лише 830 осіб, перейшли на східний берег Рейну. 29 березня 1945 року французькі підрозділи в Гермерсгаймі на ділянці оборони 47-ї дивізії перетнули Рейн і утворили там плацдарми. Сил у німецькій дивізії було занадто мало, щоб запобігти цьому. 30 березня залишки дивізії стримували американський наступ між Шветцингеном та Гоккенгаймом.
1 квітня 1945 року дивізія стала останнім з'єднанням 80-го армійського корпусу, яке відступило від Рейнської рівнини на південний схід. 8 квітня 1945 року її підрозділи у взаємодії з 16-ю фольксгренадерською дивізією вели бої у Швабських Альбах. Важкі бої тривали протягом усього квітня, дивізії неодноразово доводилось прориватись крізь кільце оточення союзних військ. 24 квітня бойова група перетнула Дунай на схід, де вона була остаточно розбита. Залишки формування вели бої в районі Тіролю до кінця війни, де вони поблизу перевалу Ферн потрапили до американського полону.

## Райони бойових дій
- Данія (вересень — жовтень 1944);
- Німеччина (жовтень 1944 — травень 1945).

## Командування

### Командири
- генерал-лейтенант Макс Борк (нім. Max Bork) (18 вересня 1944 — березень 1945);
- оберст фон Грюндгерр (нім. von Grundherr) (березень — 2 травня 1945);
- оберст Карл Лангзеє (нім. Karl Langesee) (2 — 8 травня 1945).

### Підпорядкованість
| Час        | Корпус         | Армія              | Група армій (округ)                  | Штаб         |
| ---------- | -------------- | ------------------ | ------------------------------------ | ------------ |
| 1944       |                |                    |                                      |              |
| жовтень    | формування     | формування         | формування                           | Данія        |
| грудень    | LXXXI ак       | 5-та танкова армія | Група армій «B»                      | Аахен        |
| 1945       |                |                    |                                      |              |
| 1 січня    | LXXXI ак       | 15-та армія        | Група армій «B»                      | Аахен        |
| 23 лютого  | LXXXIX ак      | 1-ша армія         | Група армій «G»                      | Пфальц       |
| 19 березня | LXXX ак        | 1-ша армія         | Група армій «G»                      | Пфальц       |
| 26 березня | XIII корпус СС | 1-ша армія         | Група армій «G»                      | Верхній Рейн |
| 29 березня | LXXX ак        | 19-та армія        | Головнокомандування Вермахту «Захід» | Верхній Рейн |
| 7 квітня   | LXXXX ак       | 1-ша армія         | Група армій «G»                      | Енц          |

## Склад
| 1944                               |
| ---------------------------------- |
| 103-й гренадерський полк           |
| 104-й гренадерський полк           |
| 115-й гренадерський полк           |
| 147-й артилерійський полк          |
| 47-ма дивізійна фузілерна рота     |
| 147-й батальйон організації Тодта; |